# ماريو كانتون
ماريو كانتون (بالإنجليزية: Mario Cantone)‏ مواليد 9 ديسمبر 1959 في ماساتشوستس، الولايات المتحدة، هو ممثل أمريكي.

## الأعمال

### أفلام
- كويز شو (1994)
- الأرستقراطيون (2005)
- ركوب الأمواج (2007)
- الجنس والمدينة 2 (2010)

### مسلسلات
- إن واي بي دي بلو (1994)
- إد (2001) (بدور: سكوت هايز)
- الجنس والمدينة (2000)
- الهرم (2016)
- برنامج الرئيس (2017)

## روابط خارجية
- ماريو كانتون على موقع IMDb (الإنجليزية)
- ماريو كانتون على موقع ألو سيني (الفرنسية)
- ماريو كانتون على موقع أول موفي (الإنجليزية)
- ماريو كانتون على موقع قاعدة بيانات برودواي على الإنترنت (الإنجليزية)
- ماريو كانتون على موقع قاعدة بيانات الأفلام السويدية (السويدية)
- ماريو كانتون على موقع إن إن دي بي (الإنجليزية)
- ماريو كانتون على موقع ديسكوغز (الإنجليزية)
- ماريو كانتون على موقع قاعدة بيانات الفيلم (الإنجليزية)
- ماريو كانتون على موقع كينوبويسك (الروسية)